# Giovanni Batista Farinelli
Giovanni Batista Farinelli o Jean Baptiste Farinelli (Grenoble, 1655 - 1720) fou un compositor italià nascut a França
Era oncle del famós Farinelli. Va ser mestre de concerts a Hannover, on fou succeït per Francesco Venturini i després passà a Osnabrück com a mestre de capella de la cort, i ja no va tornar més a Hannover.
Quan Jordi I fou coronat rei d'Anglaterra, l'envià a Venècia en qualitat de ministre resident.
Va compondre concerts per a flauta i música escènica, considerant-se'l autor, malgrat que sense fonament de la dansa coneguda com a Folies d'Espagne.